# Setaria mildbraedii
Setaria mildbraedii är en gräsart som beskrevs av Charles Edward Hubbard. Setaria mildbraedii ingår i släktet kolvhirser, och familjen gräs. Inga underarter finns listade i Catalogue of Life.